# 科萨德里维耶尔
科萨德里维耶尔（法語：Caussade-Rivière，法語發音：[kosad ʁivjɛʁ]）是法国上比利牛斯省的一个市镇，位于该省北部，属于塔布区。

## 地理
科萨德里维耶尔（43°30'54"N, 0°1'4"E）面积6.16 平方千米，位于法国奧克西塔尼大區上比利牛斯省，该省份为法国西南部内陆省份，北至热尔省，西接大西洋比利牛斯省，南与西班牙接壤，东临上加龙省。
与科萨德里维耶尔接壤的市镇（或旧市镇、城区）包括：拉巴蒂里维耶尔、埃斯蒂拉克、阿日代、拉斯卡泽尔、苏布勒科斯、维勒弗朗克。

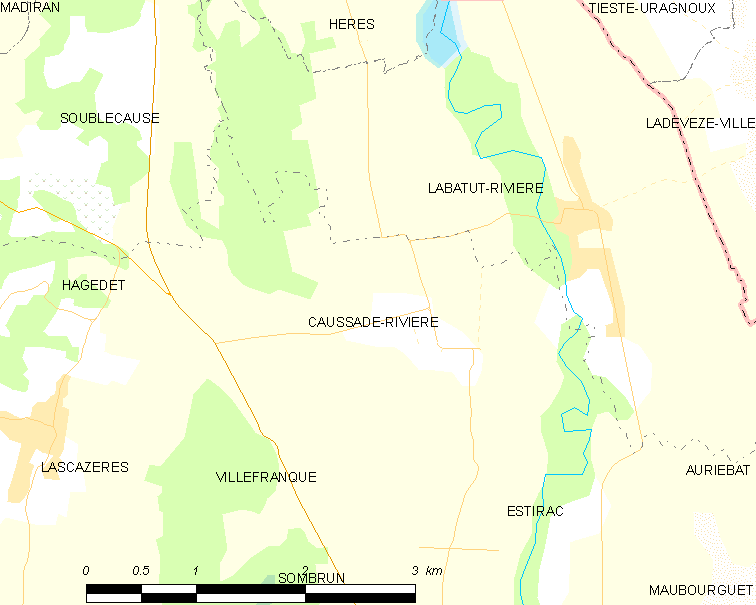
科萨德里维耶尔的OSM定位图

科萨德里维耶尔的时区为UTC+01:00、UTC+02:00（夏令时）。

## 行政
科萨德里维耶尔的邮政编码为65700，INSEE市镇编码为65137。

## 政治
科萨德里维耶尔所属的省级选区为阿杜尔河谷-吕斯唐-马迪拉奈县。

## 人口

1962-2008年间科萨德里维耶尔人口变化图示

科萨德里维耶尔于2022年1月1日时的人口数量为98人。